# 魚倶羅
魚 倶羅（ぎょ ぐら、生年不詳 - 613年）は、中国の隋の軍人。本貫は馮翊郡下邽県。

## 経歴
魚倶羅の身長は八尺で、膂力は常人を越え、声気は雄壮で、言葉は数百歩むこうに聞こえた。倶羅は20歳で親衛となり、大都督に累進した。晋王楊広の下で南朝陳に対する征戦に参加し、功績により開府儀同三司の位を受けた。590年、沈玄懀・高智慧らが江南で乱を起こすと、楊素は倶羅の武勇を買って、同行を求めた。倶羅は戦功を挙げて、上開府の位を加えられ、高唐県公に封ぜられて、畳州総管に任ぜられた。600年、母の喪のために辞職して帰郷する途中、扶風で楊素が兵を率いて突厥を攻撃に向かうところに出会い、楊素に同行を求められた。突厥軍と遭遇すると、倶羅は数騎とともに突撃し、敵陣を左右に蹂躙した。功績により位は柱国に進み、豊州総管に任ぜられた。突厥の数度の侵入をすべて撃破した。
倶羅の弟の魚賛は、晋王楊広の下で側近として仕えており、大都督に累進した。604年、煬帝（楊広）が即位すると、魚賛は車騎将軍に任ぜられた。魚賛は性格が凶暴で、部下を虐待した。意に沿わぬことがあると、肉を炙る串で部下の眼をえぐった。また酒の温度が気にくわないといって、部下の舌を切断した。煬帝は魚賛との旧交を思って処刑するのに忍びず、「弟がこれでは、兄もまた知るべし」と言って、倶羅を召し出して譴責し、魚賛を出獄させた。魚賛は家に帰ると、毒を飲んで死んだ。煬帝は倶羅が謀反を起こすのを恐れて、安州刺史に左遷した。1年あまりして、倶羅は趙郡太守にうつされた。後に東都（洛陽）にいたったとき、旧交のある将軍の梁伯隠のもとに数度訪問した。そのことが御史の弾劾を受けて、煬帝の怒りを買い、梁伯隠とともに官爵を除かれた。
飛山蛮が乱を起こし、越巂郡の境を侵すと、倶羅は白衣（無官）のまま領将をつとめることを命じられて、蜀郡都尉の段鍾葵とともに乱を鎮圧した。613年、第二次高句麗遠征において、倶羅は碣石道軍将となった。帰還すると、江南で劉元進が乱を起こしたので、倶羅は兵を率いて会稽郡に向かい追捕した。また倶羅は朱燮・管崇らの乱を討って勝利したが、叛乱は破ってもまた集まってふくれあがった。倶羅は乱の平定できる時期ではないと察して、諸子を長安・洛陽に残らせた。ときに東都は飢饉のなかにあり、食料価格は高騰したので、倶羅は家僕に命じて船で米を東都に運び込ませ、市で売って財産を作らせた。隋の朝廷はこのことを知って、謀反のたくらみがあるのではないかと調べさせたが、そうした事実は発見できなかった。煬帝は大理司直の梁敬真に命じて倶羅を東都に連行させた。煬帝はもとより倶羅を嫌っていたので、倶羅を敗戦の罪に落とした。倶羅は東都の市で斬られ、家財は没収された。

## 伝記資料
- 『隋書』巻六十四 列伝第二十九
- 『北史』巻七十八 列伝第六十六